# Kedar Edwards
Kedar Edwards (nacido el 20 de enero de 1993 en Brooklyn, New York) es un jugador de baloncesto estadounidense con nacionalidad guyanés que actualmente pertenece a la plantilla del Real Canoe Natación Club Baloncesto Masculino de la LEB Oro, la segunda división española. Con 1,96 metros de altura juega en la posición de alero. 

## Trayectoria deportiva
En 2017 finalizó su etapa formativa en la Universidad de Tenn-Martin de NCAA1, en la que promedió 12,2 puntos, 6,4 rebotes y casi 5 asistencias por partido.
En septiembre de 2017,  Edwards tendría la oportunidad de comenzar su carrera profesional en el club alavés del Araberri Basket Club de la LEB Oro, la segunda división española, que anunció su fichaje hasta final de temporada y acabaría con una valoración media de 15,6 puntos de valoración (5,8 en rebote y 13,1 en tiro).
En febrero de 2019,  Edwards vuelve a España para jugar en las filas del Real Canoe Natación Club Baloncesto Masculino de la LEB Oro, hasta final de temporada.